# Miss Angola
Miss Angola is de nationale missverkiezing van het Zuidwest-Afrikaanse land Angola. Hierbij worden 's lands afgevaardigden voor de internationale missverkiezingen verkozen. De wedstrijd bestond al voor 1970. Van de onafhankelijkheid van Angola in 1975 tot 1991 werd de missverkiezing niet georganiseerd. Voordien werden wel kleine verkiezingen gehouden op initiatief van onder meer hotels. In 1998 kende het Angolese ministerie van hotels en toerisme de rechten op de missverkiezing toe aan het Comité Miss Angola.
Vanaf dan mocht elke Angolese provincie een afgevaardigde naar de nationale verkiezing sturen. Ook stuurde het comité de verkozen Miss Angola naar de twee grootste internationale missverkiezingen; Miss Universe en Miss World. Miss Angola werd in 2007 eerste eredame bij Miss World en Miss Angola 2011, Leila Lopes, werd verkozen tot Miss Universe 2011.

## Winnaressen

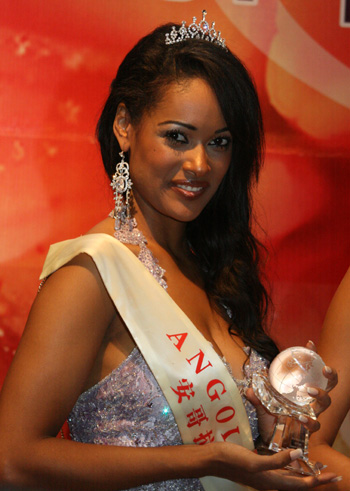
Micalea Reis: Miss Angola 2007.

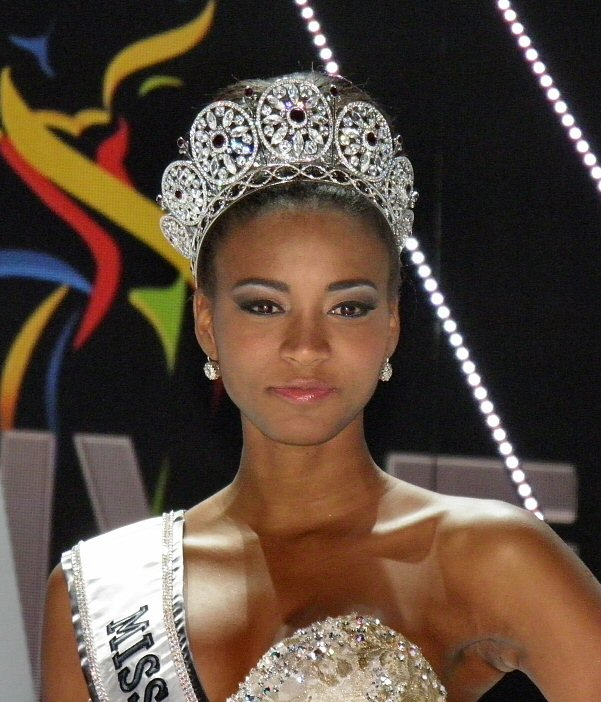
Leila Lopes: Miss Angola 2011 en Miss Universe 2011.

| Jaar      | Naam                                  | Herkomst    | Andere missverkiezingen                          |
| --------- | ------------------------------------- | ----------- | ------------------------------------------------ |
| 2012      | Marcelina Vahekeni                    | Cunene      |                                                  |
| 2011      | Leila Lopes                           | Benguela    | Eerste Miss Universe 2011                        |
| 2010      | Jurema Ferraz                         | Namibe      |                                                  |
| 2009      | Nelsa Alves                           | Luanda      |                                                  |
| 2008      | Lesliana Pereira                      | Zaire       |                                                  |
| 2007      | Micaela Patricia Reis                 | Lunda Norte | Top 10 Miss Universe 2007 Tweede Miss World 2007 |
| 2006      | Stiviandra Oliveira                   | Huíla       | Top 6 Miss World 2006                            |
| 2005      | Zenilde Josias                        | Benguela    |                                                  |
| 2004      | Telma de Jesus Esperança Sonhi        | Lunda Sul   | Top 15 Miss Universe 2004                        |
| 2003      | Ana José Sebastião                    | Luanda      | Top 15 Miss Universe 2003                        |
| 2002      | Giovana Leite                         | Moxico      |                                                  |
| 2001      | Adalgisa Alexandra Da Rocha Goncalves | Luanda      |                                                  |
| 2000      | Deolinda Manuel Vilela                | Namibe      |                                                  |
| 1999      | Egídia Torres                         | Cabinda     |                                                  |
| 1998      | Emilia Guardano                       | Luanda      |                                                  |
| 1993 1997 | ?                                     |             |                                                  |
| 1992      | Maria João                            | Huíla       |                                                  |
| 1975 1991 | geen verkiezing                       |             |                                                  |
| 1971 1974 | ?                                     |             |                                                  |
| 1970      | Maria Celmira Bauleth                 | Moçâmedes   |                                                  |